# Joan Barril
Joan Barril i Cuixart (Barcelona, 20 de enero de 1952 - Barcelona, 13 de diciembre de 2014) fue un escritor y periodista español.

## Biografía
Cursó Filosofía y Letras en la Universidad de Barcelona y muy pronto comenzó su actividad periodística que combinó con su trayectoria como escritor. Como periodista dirigió el semanario El Món, ejerció de columnista en  diarios como El País, La Vanguardia y El Periódico de Catalunya. Escribía un artículo de lunes a viernes en El Periódico de Catalunya y publicaba un cuento semanal en dicho rotativo.
Presentó el programa La R-Pública en COM Ràdio y antes de su muerte presentó El Cafè de la República, un programa radiofónico sobre actualidad que se emitía de 9 a 11 de la noche en Catalunya Ràdio, que fue cancelado después de su fallecimiento. También, en televisión, trabajó en el Canal 33 de Cataluña, dirigiendo el programa L'illa del tresor junto a Joan Ollé. En Barcelona Televisió presentó un programa sobre libros llamado Qwerty. Fue fundador y editor de la editorial Barril & Barral.
Barril murió en su ciudad natal el 13 de diciembre de 2014, a los 62 años de edad, a causa de una neumonía.

## Obras
- 1988 Un submarí a les estovalles
- 1997 Condició de pare
- 1998 Parada obligatòria
- 1998 Tots els ports es diuen Helena
- 2001 Gairebé una parella
- 2002 Certes mentides
- 2002 Bons propòsits (junto con Joan Ollé)
- 2003 Ja ens trucarem i altres contes del diumenge
- 2007 Sobre l'amor
- 2008 100 contes morals
- 2008 Sobre la distància
- 2009 201 contes corrents
- 2009 Sobre els plaers (Manual de l'Optimista)
- 2010 Les terres promeses
- 2012 El caçador d'ombres

## Premios literarios
- 1988 Premio Pere Quart de humor y sátira por Un submarí a les estovalles
- 1998 Premio Ramon Llull de novela por Parada obligatòria
- 1998 Premio Ramon Muntaner de literatura juvenil por Tots els ports es diuen Helena
- 2000 Premio Crítica Serra d'Or de Literatura Infantil i Juvenil por Tots els ports es diuen Helena
- 2002 Premio 23 d'abril por Certes mentires
- 2010 Premio Sant Joan de Caixa Sabadell por Les terres promeses

| Predecesor: Joan Corbella | Premio Ramon Llull de novela 1998 | Sucesor: Maria de la Pau Janer |